# قراجه‌لار
قراجه‌لار (انگلیسی: Garajalar) یک شهرک در شهرستان ساعتلی در کشور جمهوری آذربایجان است.